# Bascom
Bascom és una població dels Estats Units a l'estat de Florida. Segons el cens del 2000 tenia 106 habitants.

## Demografia
Segons el cens del 2000, Bascom tenia 106 habitants, 41 habitatges, i 33 famílies. La densitat de població era de 170,5 habitants per km².
Dels 41 habitatges en un 26,8% hi vivien nens de menys de 18 anys, en un 65,9% hi vivien parelles casades, en un 12,2% dones solteres, i en un 19,5% no eren unitats familiars. En el 19,5% dels habitatges hi vivien persones soles el 12,2% de les quals corresponia a persones de 65 anys o més que vivien soles. El nombre mitjà de persones vivint en cada habitatge era de 2,59 i el nombre mitjà de persones que vivien en cada família era de 2,97.
Per edats la població es repartia de la següent manera: un 26,4% tenia menys de 18 anys, un 4,7% entre 18 i 24, un 25,5% entre 25 i 44, un 28,3% de 45 a 60 i un 15,1% 65 anys o més.
L'edat mediana era de 39 anys. Per cada 100 dones de 18 o més anys hi havia 95 homes.
La renda mediana per habitatge era de 27.000 $ i la renda mediana per família de 30.208 $. Els homes tenien una renda mediana de 26.250 $ mentre que les dones 15.000 $. La renda per capita de la població era d'11.305 $. Entorn del 6,5% de les famílies i el 6,3% de la població estaven per davall del llindar de pobresa.

## Poblacions més properes
El següent diagrama mostra les poblacions més properes.